# Acronia novemmaculata
Acronia novemmaculata là một loài bọ cánh cứng trong họ Cerambycidae.